# Villa Repeta
Villa Repeta a Campiglia dei Berici (Vicenza) è una villa veneta edificata nel suo aspetto attuale nel 1672, inglobando le strutture di una preesistente villa progettata da Andrea Palladio nel 1557-1560 circa, per lungo tempo ritenuta distrutta da un incendio.

## Storia

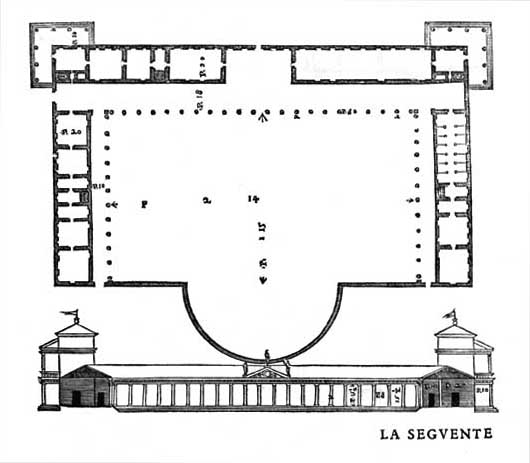
Progetto per la villa originale, pubblicato da Andrea Palladio ne I quattro libri dell'architettura (1570)

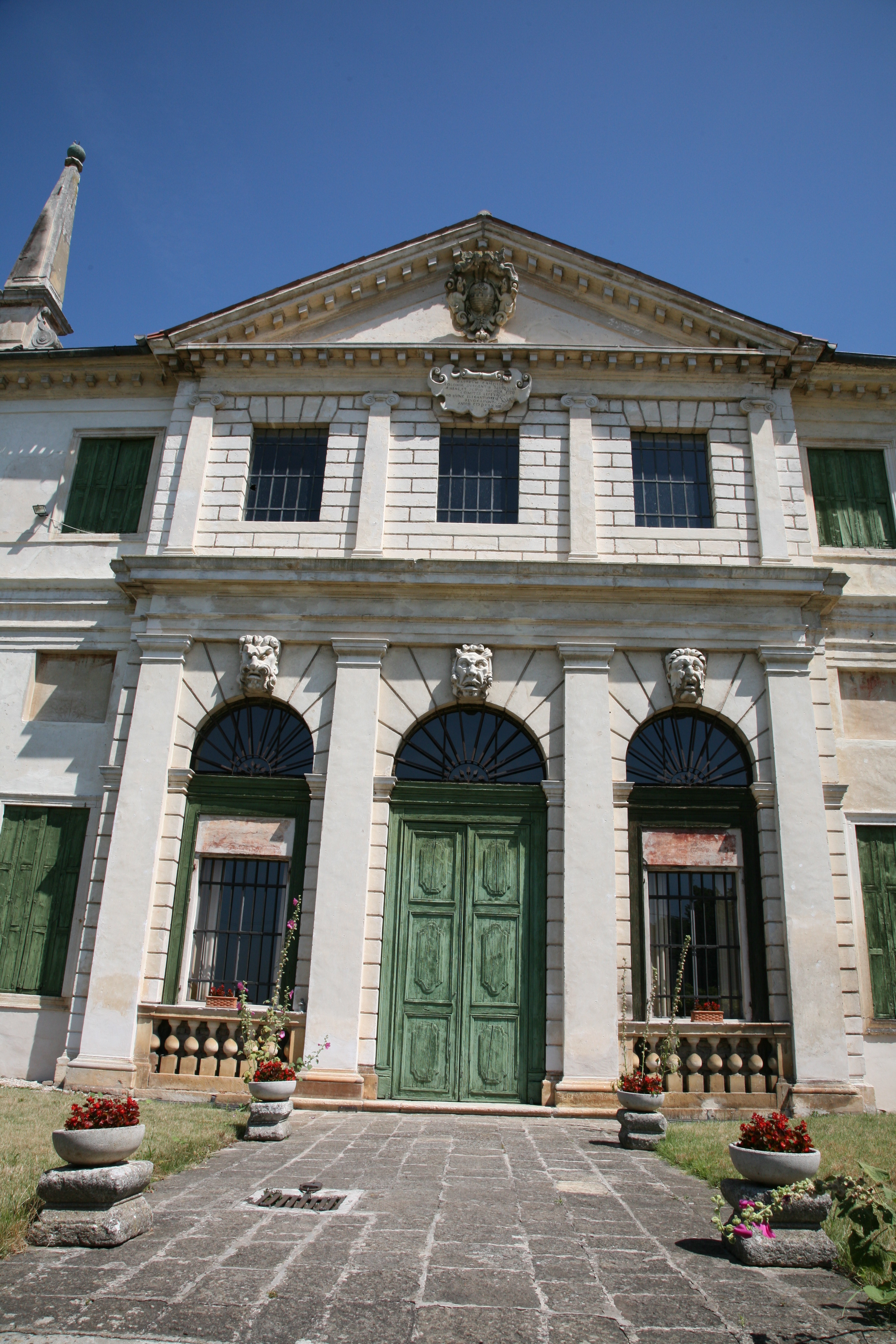
Dettaglio della facciata

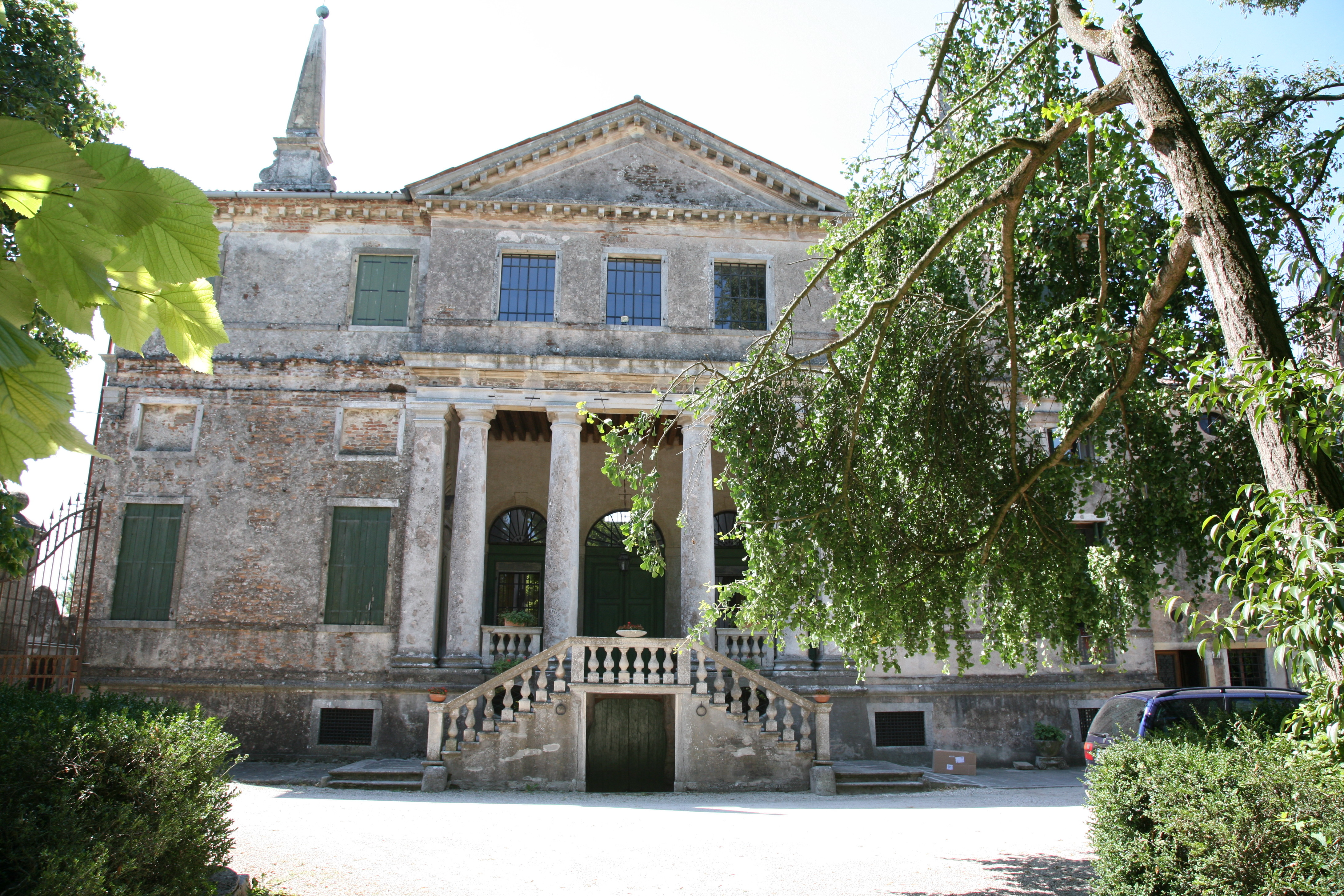
Prospetto posteriore

Le forme seicentesche dell'attuale villa Repeta differiscono da quelle originali, palladiane: la villa palladiana per Mario Repeta (già data per distrutta in un incendio in data imprecisata, compresa fra il 1640 e il 1672) - o quanto meno gli esiti iniziali del suo cantiere - fu inglobata dall'attuale nuovo edificio.
La palladiana villa Repeta, progettata intorno al 1557, è ricostruibile sulla base della tavola dei Quattro libri dell'architettura, anche se studi recenti mettono in dubbio che l'incisione corrisponda effettivamente al progetto ma sia piuttosto la consueta rielaborazione teorica a posteriori di un'idea, nella realtà vincolata da forti preesistenze. In ogni caso, il progetto è singolare all'interno della produzione di Palladio: una struttura a portico continuo di ordine dorico a un solo piano, interamente sviluppata in orizzontale intorno a un cortile rettangolare. Uniche emergenze verticali, le due colombare agli angoli del complesso.
Privo dell'usuale gerarchizzazione fra corpo padronale dominante e annessi agricoli, il disegno della villa potrebbe essere frutto di un preciso stimolo della committenza e rispecchiare le idee eterodosse ed egualitarie della famiglia Repeta (Mario Repeta è denunciato al Sant'Uffizio nel 1569), inquieta protagonista della vita civile vicentina del Cinquecento.
La forma attuale della villa fu edificata nel 1672 da Enea e Scipione Repeta.